# 79152 Abukumagawa
79152 Abukumagawa este un asteroid din centura principală de asteroizi.

## Descriere
79152 Abukumagawa este un asteroid din centura principală de asteroizi. A fost descoperit pe 17 martie 1993 la Geisei de Tsutomu Seki. Asteroidul prezintă o orbită caracterizată de o semiaxă mare de 2,35 ua, o excentricitate de 0,26 și o înclinație de 5,7° în raport cu ecliptica.